# Lahoussoye
Lahoussoye est une commune française située dans le département de la Somme en région Hauts-de-France.

## Géographie

### Localisation

#### Communes limitrophes
|               | Béhencourt | Franvillers |
| Pont-Noyelles | Lahoussoye | Bonnay      |
|               | Corbie     |             |

### Description
En 2019, la localité est desservie par les lignes d'autocars du réseau interurbain Trans'80 Hauts-de-France (ligne no 36).

### Nature du sol et du sous-sol
La plus grande partie du territoire est occupée par le limon des plateaux qui, par son affleurement, forme des terres argilo-siliceuses de bonne qualité agricole. Dans la partie sud, se trouvent quelques sols formés par la craie blanche à silex, l'argile plastique et le bief à silex.

### Relief, paysage, végétation
Le relief de la commune est celui d'un plateau avec une inclinaison du sud, vers la vallée de l'Ancre.

### Hydrographie
La commune est située dans le bassin Artois-Picardie. Elle n'est drainée par aucun cours d'eau.
A la fin du XIXe siècle, la nappe phréatique était située à environ 100 m de profondeur.
Au-dessous de la craie, se trouve une nappe d'eau souterraine qui alimente les puits. Au XIXe siècle, il n'en existait que deux, communs à tous les habitants. Des mares étaient situées, l'une dans le bas du village, l'autre sur la chaussée.

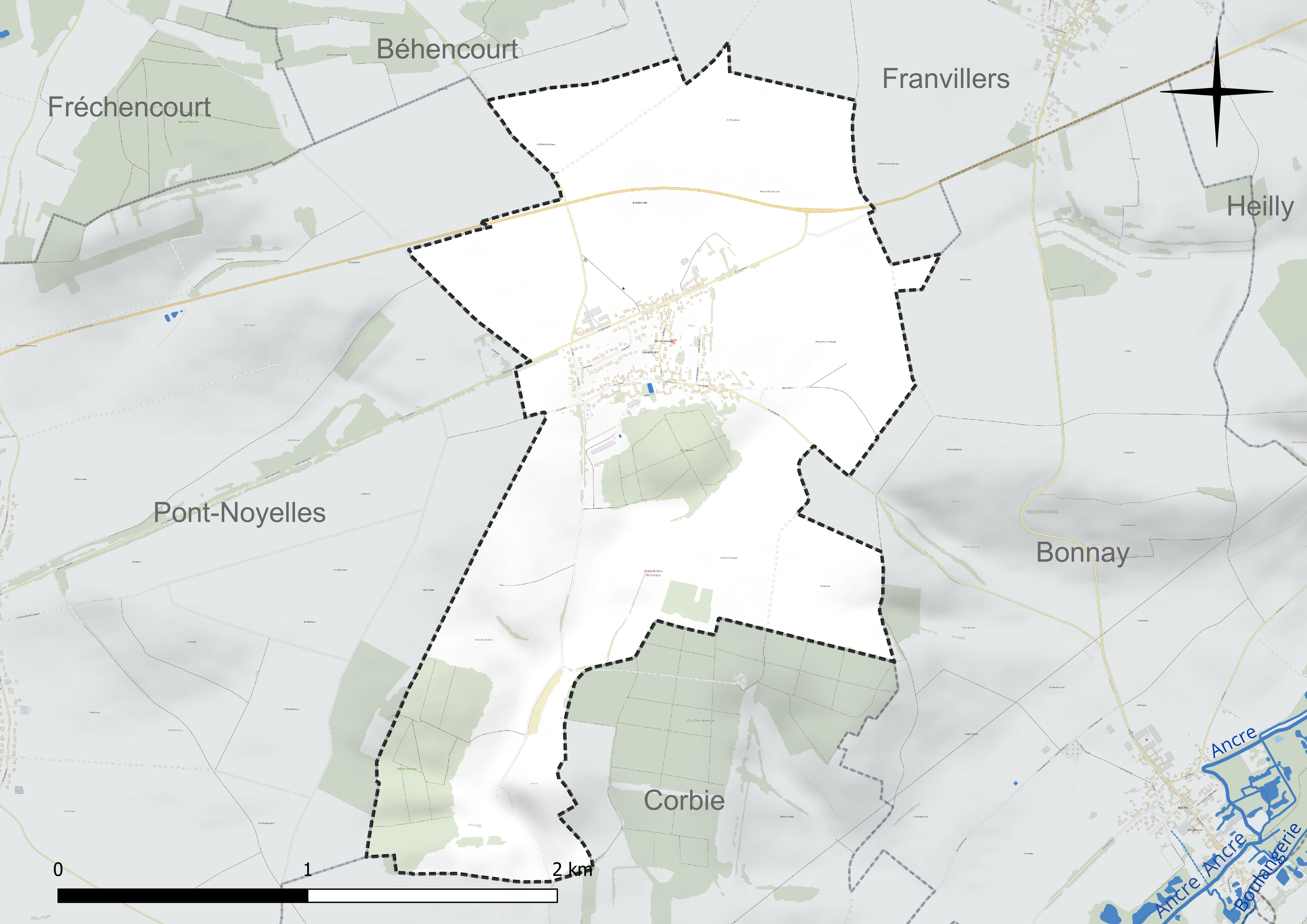
Réseau hydrographique de Lahoussoye.

### Climat
Pour des articles plus généraux, voir Climat des Hauts-de-France et Climat de la Somme.
En 2010, le climat de la commune est de type climat océanique dégradé des plaines du Centre et du Nord, selon une étude du CNRS s'appuyant sur une série de données couvrant la période 1971-2000. En 2020, Météo-France publie une typologie des climats de la France métropolitaine dans laquelle la commune est exposée à un climat océanique et est dans la région climatique Nord-est du bassin Parisien, caractérisée par un ensoleillement médiocre, une pluviométrie moyenne régulièrement répartie au cours de l'année et un hiver froid (3 °C).
Pour la période 1971-2000, la température annuelle moyenne est de 10,1 °C, avec une amplitude thermique annuelle de 14,5 °C. Le cumul annuel moyen de précipitations est de 800 mm, avec 12,6 jours de précipitations en janvier et 8,7 jours en juillet. Pour la période 1991-2020, la température moyenne annuelle observée sur la station météorologique la plus proche, située sur la commune de Glisy à 10 km à vol d'oiseau, est de 11,1 °C et le cumul annuel moyen de précipitations est de 646,6 mm,. Pour l'avenir, les paramètres climatiques de la commune estimés pour 2050 selon différents scénarios d'émission de gaz à effet de serre sont consultables sur un site dédié publié par Météo-France en novembre 2022.

## Urbanisme

### Typologie
Au 1er janvier 2024, Lahoussoye est catégorisée commune rurale à habitat dispersé, selon la nouvelle grille communale de densité à sept niveaux définie par l'Insee en 2022.
Elle est située hors unité urbaine. Par ailleurs la commune fait partie de l'aire d'attraction d'Amiens, dont elle est une commune de la couronne,. Cette aire, qui regroupe 369 communes, est catégorisée dans les aires de 200 000 à moins de 700 000 habitants,.

### Occupation des sols
L'occupation des sols de la commune, telle qu'elle ressort de la base de données européenne d'occupation biophysique des sols Corine Land Cover (CLC), est marquée par l'importance des territoires agricoles (85,3 % en 2018), en diminution par rapport à 1990 (86,3 %). La répartition détaillée en 2018 est la suivante :
terres arables (85,3 %), zones urbanisées (8,3 %), forêts (6,4 %). L'évolution de l'occupation des sols de la commune et de ses infrastructures peut être observée sur les différentes représentations cartographiques du territoire : la carte de Cassini (XVIIIe siècle), la carte d'état-major (1820-1866) et les cartes ou photos aériennes de l'IGN pour la période actuelle (1950 à aujourd'hui).

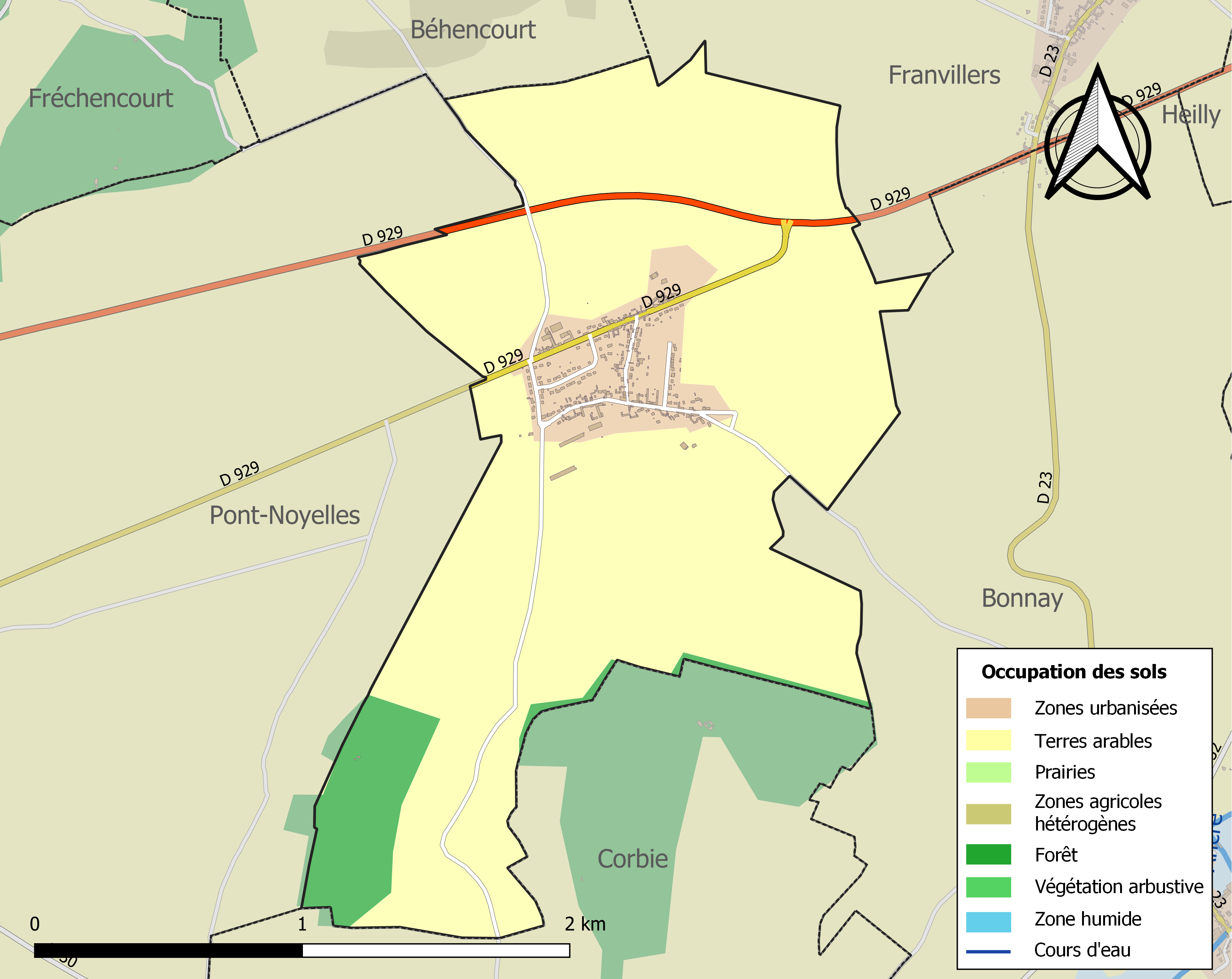
Carte des infrastructures et de l'occupation des sols de la commune en 2018 (CLC).

## Toponymie
On trouve plusieurs formes pour désigner Lahoussoye dans les textes anciens. Husseya (1224), Houssoi (1226), Hosseyum (1306), La Houssoye (1529), Houssoy (1633), Lahoussoye (17 brumaire an X).
De l'oïl houssoie, houssaie « lieu planté de houx ».

## Histoire

### Préhistoire
En 2013, des fouilles archéologiques ont mis au jour, au lieu-dit, La Vallée des Bouillères, des vestiges d'occupation humaine remontant au Paléolithique moyen, dans des sols datant de la dernière période glaciaire, le Weichsélien. Le premier sol, dit de Bettencourt (Bettencourt-Saint-Ouen) daté entre 105 000 ans et 95 000 ans ; le second sol, dit de Saint-Sauflieu de 80 000 ans. Ont été retrouvés 66 silex taillés selon la méthode Levallois.

### Antiquité
Un dépôt monétaire du IIIe siècle a été retrouvé, au cours d'une fouille archéologique, au lieu-dit Derrière les haies, en bordure de la route départementale 29 qui reprend le tracé de l'antique voie romaine reliant Samarobriva (Amiens) à Camaracum (Cambrai). Le dépôt monétaire se composait de cinq cents sesterces, en laiton (alliage de cuivre et de zinc), contenus dans un vase en terre cuite. Ces monnaies ont été frappées entre le règne de Vespasien (69 à 79) et le règne de Sévère Alexandre (222 à 235). La monnaie la plus récente date de 226. Ce type de dépôt est caractéristique du troisième quart du IIIe siècle, période de transition et de crises qui marque le passage du Haut-Empire au Bas-Empire.

### Moyen Âge
- Les premiers seigneurs connus de Lahoussoye apparaissent dans les textes au XIIIe siècle.
- En septembre 1224, le bois de Cardonneuse fut cédé en fief par la prévôté de Corbie à Hugues de Lahoussoye[2].
- La présence du lieu-dit Aux Templiers semble attester l'existence d'un fief ou d'un établissement de Templiers sur le territoire de la commune.

### Époque moderne
- Située sur la route d'Amiens à Bapaume, la commune possédait, sous l'Ancien Régime, un relais de poste.
- En 1728, Louis Lequien, curé de Lahoussoye, indique que la dîme payée par les habitants s'élevait à 445 livres, 120 setiers de blé, 30 setiers d'avoine, seigle, orge et fourrage.

### Époque contemporaine

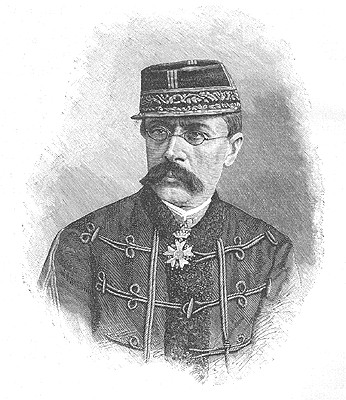
Général Faidherbe en 1860.

De 1790 à 1801, la commune relevait de l'administration et de la justice de paix du canton de Querrieu.

#### Guerre de 1870-1871
Lors de la bataille de l'Hallue en décembre de l'année 1870, le général Faidherbe, commandant l'armée du Nord avait son quartier général à Lahoussoye. Du haut d'un moulin, il pouvait observer l'ennemi sur les hauteurs de la rive droite de l'Hallue et la vallée entre Pont-Noyelles et Querrieu, au centre de la ligne de bataille.
Quand son armée battit en retraite dans la journée du 24 décembre, les troupes traversèrent le village de Lahoussoye.
Pendant les combats, l'école de Lahoussoye a été utilisée comme « ambulance »,.

#### La situation économique en 1896

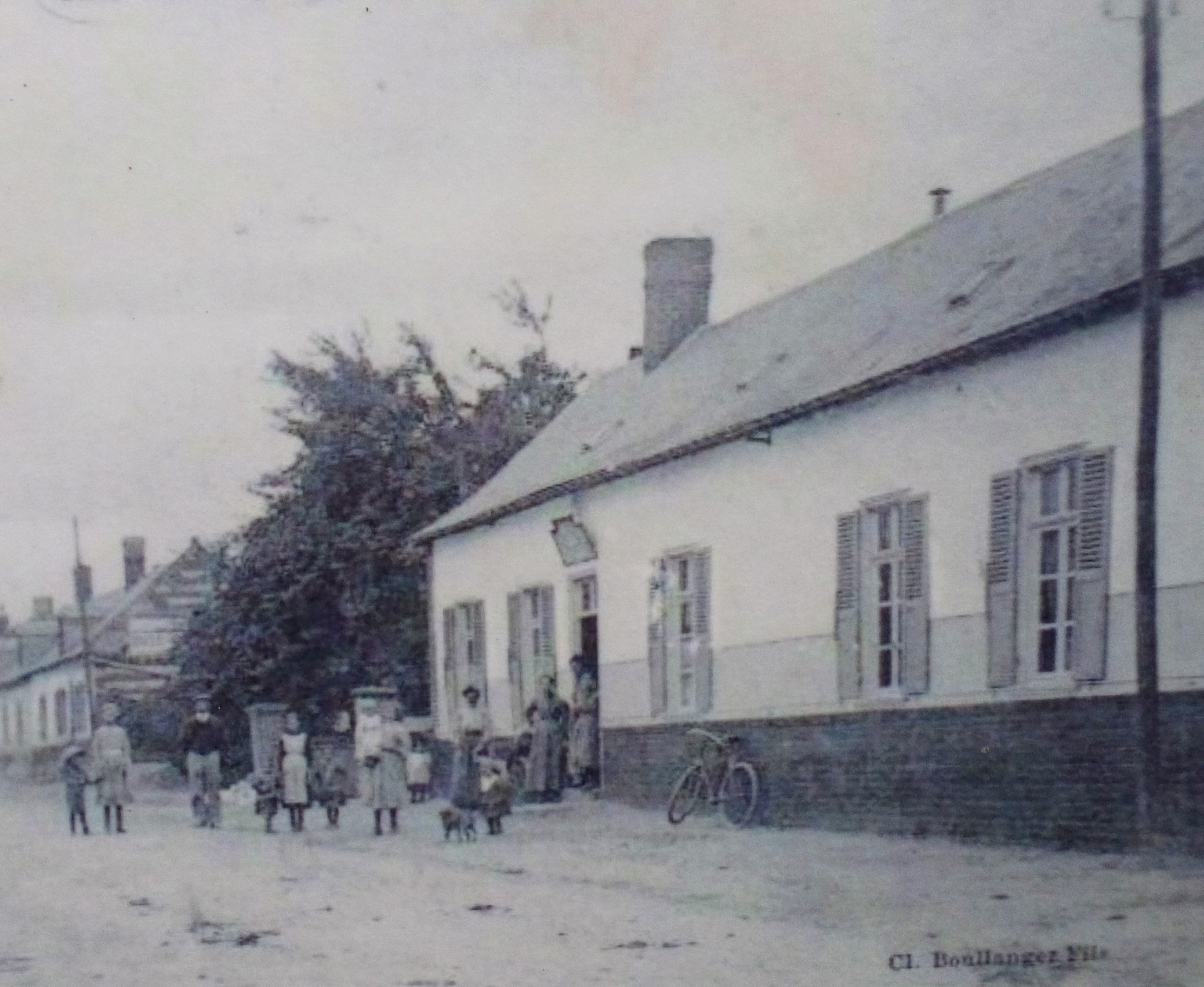
Le village dans les premières années du XXe siècle.

##### Agriculture
Sur les 409 hectares de la commune, le territoire agricole comprend 386 hectares répartis en 348 hectares de terres de labour, 5 hectares de jardins, 7 hectares de vergers et 36 hectares de bois. Le territoire non agricole compte 16 hectares.
- État de la propriété : les 360 parcelles du territoire appartiennent à 138 propriétaires et se répartissent en 110 exploitations dont 94 sont inférieures à 5 hectares.
- Principales cultures : environ 240 hectares sont cultivés en céréales : blé, avoine, seigle, orge ; 80 hectares en plantes ou racines fourragères : légumes, sainfoin, trèfle, betterave, rutabaga. Le reste produit la pomme de terre, la betterave à sucre et les graines oléagineuses : colza, œillette. Point de cultures maraîchères, point de vigne, peu de jachères.
- Cheptel : 62 chevaux, 3 ânes, 148 bovins dont 90 vaches laitières, 400 moutons, 50 porcs, 15 chèvres[3].

##### Industrie
- Carrières : la commune possède une carrière de pierre calcaire et une autre d'argile utilisée à la fabrication des briques pour les constructions locales.
- Petite industrie : environ 20 métiers sont employés à la fabrication de la bonneterie.
- Il existe, en outre, une presse à briques, quatre pressoirs à cidre et deux machines à battre[3].
- Ces trois points d'activité sont maintenant abandonnés.

#### Première Guerre mondiale

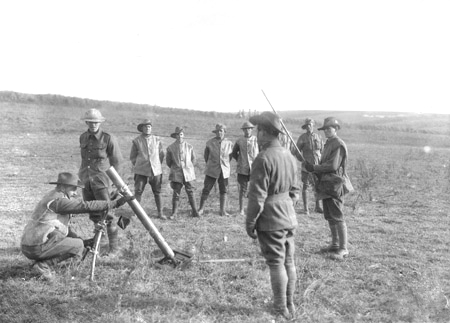
Soldats australiens, 1916.

Pendant la Première Guerre mondiale, Lahoussoye était une commune située à l'arrière du front. Un camp d'aviation britannique y était installé. Des blockhaus britanniques étaient encore visibles sur le territoire de la commune avant la construction de la déviation routière dans les années 1990.

## Politique et administration

### Liste des maires
| Période                                  | Période                      | Identité           | Étiquette | Qualité                                                                            |
| ---------------------------------------- | ---------------------------- | ------------------ | --------- | ---------------------------------------------------------------------------------- |
| Les données manquantes sont à compléter. |                              |                    |           |                                                                                    |
| mars 1995                                | 2014                         | Sylvain Brocvielle |           |                                                                                    |
| 2014                                     | En cours (au 8 octobre 2020) | Brigitte Leroy     |           | Vice-présidente de la CC du Val de Somme (2020 → ) Réélue pour le mandat 2020-2026 |

### Distinctions et labels
Classement au concours des villes et villages fleuris : une fleur récompense en 2015 les efforts locaux en faveur de l'environnement.

## Population et société

### Démographie
L'évolution du nombre d'habitants est connue à travers les recensements de la population effectués dans la commune depuis 1793. Pour les communes de moins de 10 000 habitants, une enquête de recensement portant sur toute la population est réalisée tous les cinq ans, les populations de référence des années intermédiaires étant quant à elles estimées par interpolation ou extrapolation. Pour la commune, le premier recensement exhaustif entrant dans le cadre du nouveau dispositif a été réalisé en 2004.

En 2022, la commune comptait 449 habitants, en évolution de −6,65 % par rapport à 2016 (Somme : −1,26 %, France hors Mayotte : +2,11 %).
| 1793 | 1800 | 1806 | 1821 | 1831 | 1836 | 1841 | 1846 | 1851 |
| ---- | ---- | ---- | ---- | ---- | ---- | ---- | ---- | ---- |
| 328  | 377  | 399  | 415  | 450  | 497  | 509  | 519  | 515  |

| 1856 | 1861 | 1866 | 1872 | 1876 | 1881 | 1886 | 1891 | 1896 |
| ---- | ---- | ---- | ---- | ---- | ---- | ---- | ---- | ---- |
| 512  | 497  | 471  | 450  | 419  | 391  | 359  | 344  | 331  |

| 1901 | 1906 | 1911 | 1921 | 1926 | 1931 | 1936 | 1946 | 1954 |
| ---- | ---- | ---- | ---- | ---- | ---- | ---- | ---- | ---- |
| 283  | 284  | 248  | 230  | 203  | 224  | 200  | 178  | 187  |

| 1962 | 1968 | 1975 | 1982 | 1990 | 1999 | 2004 | 2006 | 2009 |
| ---- | ---- | ---- | ---- | ---- | ---- | ---- | ---- | ---- |
| 175  | 176  | 177  | 225  | 300  | 325  | 333  | 332  | 354  |

| 2014 | 2019 | 2022 | - | - | - | - | - | - |
| ---- | ---- | ---- | - | - | - | - | - | - |
| 476  | 451  | 449  | - | - | - | - | - | - |

### Enseignement
Les enfants du village sont scolarisés dans le cadre d'un regroupement pédagogique concernant les communes de Bonnay, Lahoussoye et Franvillers.

### Culture, fêtes, sports et loisirs
- Fête de la courge à la fin octobre : exposition et vente de courges de différentes espèces ; marché artisanal.. Sa treizième édition a eu lieu le 18 octobre 2020[27]
- Fête communale : le dernier dimanche d'août.
- Festival de musique Musicalahoussoye, qui a réuni le 24 août 2019 les groupes « Natty est folle », « Black Cat Joe et Miss Corina » et « Stratus »[28].

## Économie
Les activités de la commune de Lahoussoye sont essentiellement constituées par l'agriculture.

## Culture locale et patrimoine

### Lieux et monuments
- Au lieu-dit la Maladrerie, la présence de tessons antiques est attestée.
- Église Saint-Pierre-aux-Liens[29] du XVIIIe siècle.

- Monument aux morts de la Guerre franco-allemande de 1870
- Stèle-Monument aux morts de la Première Guerre mondiale.

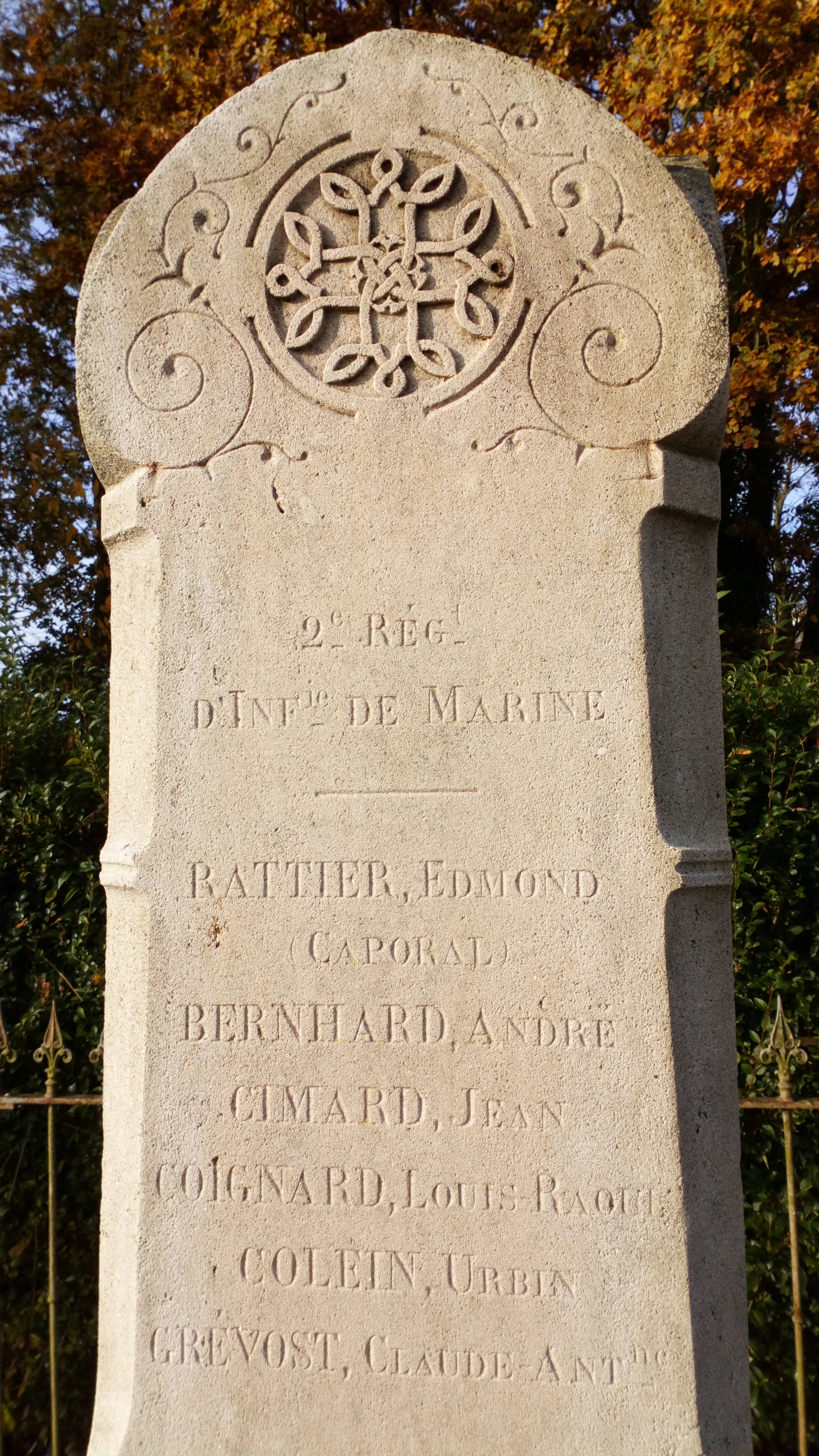
Le monument aux morts de la Guerre de 1870.
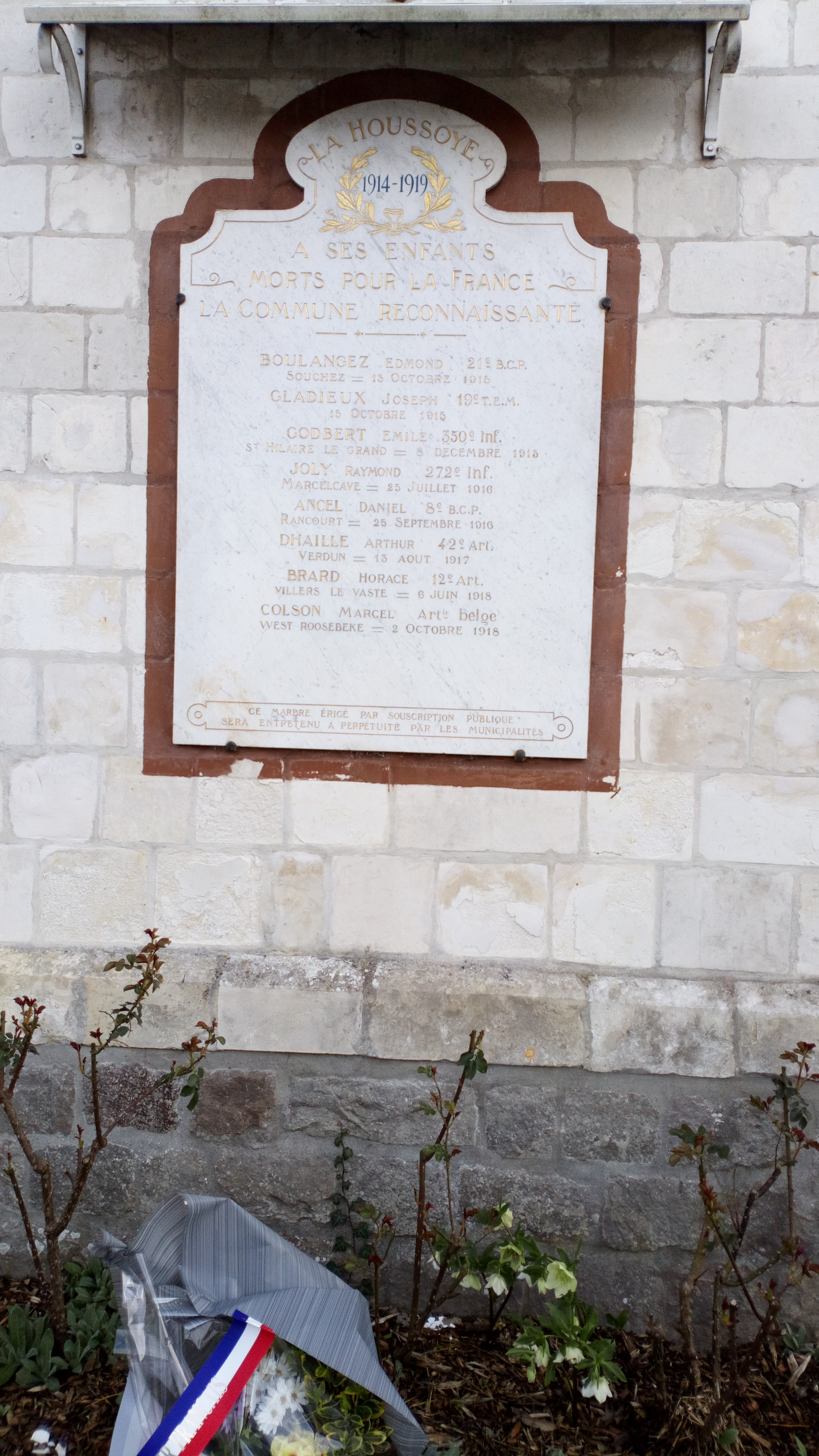
Le monument aux morts 1914-1918.

### Personnalités liées à la commune
- Le général Faidherbe : lors de la bataille de l'Hallue en décembre 1870, le général Faidherbe établit son quartier général à Lahoussoye, au centre de la ligne de front. De là, il peut observer, sur les hauteurs de la rive droite de l'Hallue et dans la vallée entre, Pont-Noyelles et Querrieu, les positions de l'armée prussienne.

### Héraldique
| Blason de Lahoussoye | Blason  | D'azur à la gerbe d'escourgeon d'or. |
| Blason de Lahoussoye | Détails | Ces armoiries adoptées par la commune, s'inspirent de celles de la famille de Scourjon seigneur de Lahoussoye aux XVIe et XVIIe siècles, en les modifiant (une seule gerbe au lieu de trois). Le statut officiel du blason reste à déterminer. |

## Pour approfondir